# 753 v.Chr.
Het jaar 753 v.Chr. is een jaartal volgens de christelijke jaartelling.

## Gebeurtenissen

### Italië
- 21 april - Volgens Marcus Terentius Varro stichten de broers Romulus en Remus de stadstaat Rome.
- Van 750 v.Chr. tot 510 v.Chr. volgen de regeringen van de zeven koningen van Rome: Romulus (naar wie Rome genoemd wordt), Numa Pompilius, Tullus Hostilius, Ancus Marcius, Tarquinius Priscus, Servius Tullius en Tarquinius Superbus.
- De Etrusken (Etruriërs) maken van de boerengemeenschap Rome een versterkte stad.
- Griekse kolonisten stichten de handelsnederzetting Cumae.

### Griekenland
- Charops wordt de eerste archont van Athene, de ambtsduur van het archontschap wordt beperkt tot tien jaar.

## Overleden
- Alcmaeon, koning van Athene
- Remus, medestichter van Rome